# Parkinsonisme
De term parkinsonisme wordt gebruikt als verzamelnaam voor een aantal specifieke symptomen. Het gaat daarbij om bewegingsarmoede in combinatie met balansstoornissen en/of tremoren en/of stijfheid. De ziekte van Parkinson is de meest voorkomende veroorzaker van die verschijnselen, maar er zijn ook andere veroorzakers, die men aanduidt als atypische parkinsonismen, als verzamelnaam voor een aantal verschillende ziekten. Atypische parkinsonismen worden in het dagelijks gebruik ook wel kortweg aangeduid als parkinsonismen. Zo spreekt de Parkinson Vereniging meestal over parkinson én parkinsonismen, naast elkaar, waarbij met parkinson de ziekte van Parkinson bedoeld wordt en met parkinsonismen de atypische vormen.

## Verschil
Bij de ziekte van Parkinson zijn de dopamine-producerende cellen in de substantia nigra in aantal verminderd, terwijl atypische parkinsonismen gekenmerkt wordt door beschadiging van cellen in het striatum die op dopamine reageren. Een patiënt met de ziekte van Parkinson reageert goed op een behandeling met levodopa. Andere vormen van parkinsonisme reageren zwakker of niet.

## Oorzaken
- Een cerebrovasculair accident in het striatum (atherosclerotisch of vasculair parkinsonisme).
- Gebruik van bepaalde medicijnen, vooral antipsychotica, anti-emetica (metoclopramide, cinnarizine, meclozine), SSRI's, venlafaxine, bupropion en valproïnezuur kunnen (reversibel) parkinsonisme veroorzaken; (medicamenteus parkinsonisme).
- Vergiftigingen met bepaalde neurotoxische stoffen, zoals een mangaanvergiftiging of vergiftigingen met insecticiden.

De volgende syndromen gaan eveneens gepaard met Parkinson verschijnselen
- MSA: Multisysteematrofie; gaat in een vroeg stadium gepaard met stoornissen van het autonoom zenuwstelsel, zoals orthostatische hypotensie, obstipatie, erectiestoornissen enzovoorts. Een bepaalde vorm van MSA gaat gepaard met ataxie.
- PSP: Progressieve supranucleaire parese gaat gepaard met typerende vorm van blikverlamming.
- CBD: Corticobasale degeneratie Een vorm van dementie met parkinsonisme.
- Ziekte van Wilson

- LBD: Lewy Body-dementie hiervan spreekt men als er al in het begin van het verloop van de ziekte van Parkinson dementie optreedt. Wanneer dementie pas jaren na het begin van de ziekte van Parkinson optreedt, spreekt men van Parkinson's Disease Dementia. De geleerden zijn het er nog niet over eens of dit niet als een en dezelfde ziekte moet worden beschouwd.
- Resttoestand van een bepaalde hersenontsteking, encephalitis lethargica; (postencefalitisch parkinsonisme); hierbij worden net als bij de ziekte van Parkinson de neuronen van de substantia nigra aangetast.

## Verschijnselen
De verschijnselen zijn die van de ziekte van Parkinson, zoals tremor, rigiditeit hypokinesie en houdingsafwijkingen, die echter niet of minder reageren op levodopa. Daarnaast heeft ieder parkinsonisme zijn eigen "plus":
- bij een herseninfarct is dat afhankelijk van grootte en plaats van het infarct;
- postencefalitisch parkinsonisme gaat gepaard met slaperigheid en apathie;
- MSA met autonome functiestoornissen (zie boven) en eventueel ataxie;
- PSP met blikverlamming;
- CBD met een bepaald soort dementie.

## Voetnoten
1. ↑  (en) Dickson, Dennis W.  (2012). Parkinson’s Disease and Parkinsonism: Neuropathology. Cold Spring Harb Perspect Med.  2(8)
2. ↑  Kwaliteitsstandaard atypische parkinsonismen. Parkinson Vereniging (Maart 2020). Gearchiveerd op 28 oktober 2020. Geraadpleegd op 25 september 2020.
3. ↑  E.Ch. Wolters (2013). Het geriatrie formularium: Een praktische leidraad. Bohn Stafleu van Loghum, Houten, 488–500. ISBN 978-90-313-9265-0.
4. ↑  Parkinsonismen. Parkinson Vereniging. Geraadpleegd op 25 september 2020.